# 専属
| ウィキペディアには「専属」という見出しの百科事典記事はありません（タイトルに「専属」を含むページの一覧/「専属」で始まるページの一覧）。 代わりにウィクショナリーのページ「専属」が役に立つかもしれません。 |